# Koigi
Koigi – wieś w Estonii, w prowincji Järva. Centrum administracyjne gminy Koigi.